# Fistulinella
 (novembre 2013).
 (novembre 2013).
Si vous disposez d'ouvrages ou d'articles de référence ou si vous connaissez des sites web de qualité traitant du thème abordé ici, merci de compléter l'article en donnant les références utiles à sa vérifiabilité et en les liant à la section « Notes et références ».
Genre
Fistulinella ou fistulinelle, est un genre de champignons de la famille des Boletaceae dans la division des basidiomycètes.

## Description
La fructification de la fistulinella  (sporophore) est formée d'un chapeau et d'un pied. L'aspect du chapeau est sec ou viscidule, glabre, fibrilleux ou tomenteux, souvent scrobiculé. La chair est blanche, immuable et douce. Le stipe peut être sec ou visqueux, glabre ou pruineux. Il est fin, typiquement fusiforme. La sporée est rose brunâtre. Les spores sont lisses et fusiformes et se forment dans des pores situés sous le chapeau (comme pour la majorité des Boletacés).

## Habitat
Fistulinella pousse dans l'est de l'Amérique du Nord, au Mexique, aux Caraïbes, au Brésil, en Afrique, en Australie, en Nouvelle-Zélande, au Japon ainsi qu'en Indonésie.
Des mycorhizes sont possibles entre certaines sortes d'espèces, notamment les familles des Fagaceae, Nothofagaceae, Légumineuses, Sapotaceae, Myrtacées⁣ et d'autres.

## Liste d'espèces
Selon Catalogue of Life (2 novembre 2013) :
- Fistulinella alfaroae
- Fistulinella campinaranae
- Fistulinella cinereoalba
- Fistulinella conica
- Fistulinella gloeocarpa
- Fistulinella jamaicensis
- Fistulinella lutea
- Fistulinella major
- Fistulinella mexicana
- Fistulinella minor
- Fistulinella mollis
- Fistulinella nivea
- Fistulinella nothofagi
- Fistulinella prunicolor
- Fistulinella rodwayi
- Fistulinella staudtii
- Fistulinella venezuelae
- Fistulinella violaceipora
- Fistulinella viscida
- Fistulinella wolfeana

Selon Index Fungorum (2 novembre 2013) :
- Fistulinella alfaroae Singer & L.D. Gómez 1991
- Fistulinella campinaranae Singer 1978
- Fistulinella cinereoalba Fulgenzi & T.W. Henkel 2010
- Fistulinella conica (Ravenel) Pegler & T.W.K. Young 1981
- Fistulinella gloeocarpa Pegler 1983
- Fistulinella guzmaniana Singer, J. García & L.D. Gómez 1991
- Fistulinella jamaicensis (Murrill) Singer 1983
- Fistulinella lutea Redeuilh & Soop 2007
- Fistulinella major (R. Heim ex E. Horak) Redeuilh & Soop 2007
- Fistulinella major (R. Heim) Guzmán 1974
- Fistulinella mexicana Guzmán 1974
- Fistulinella minor Guzmán 1974
- Fistulinella mollis Watling 1989
- Fistulinella nivea (G. Stev.) Singer 1983
- Fistulinella nothofagi (McNabb) Singer 1983
- Fistulinella prunicolor (Cooke & Massee) Watling 1989
- Fistulinella rodwayi (Massee) Watling 1989
- Fistulinella staudtii Henn. 1901
- Fistulinella venezuelae (Singer & Digilio) Singer 1978
- Fistulinella violaceipora (G. Stev.) Pegler & T.W.K. Young 1981
- Fistulinella viscida (McNabb) Singer 1978
- Fistulinella wolfeana Singer & J. García 1991

Selon NCBI (2 novembre 2013) :
- Fistulinella cinereoalba
- Fistulinella gloeocarpa
- Fistulinella prunicolor
- Fistulinella viscida